# Archbold
Archbold és una vila dels Estats Units a l'estat d'Ohio. Segons el cens del 2000 tenia 4.290 habitants.

## Demografia
Segons el cens del 2000, Archbold tenia 4.290 habitants, 1.717 habitatges, i 1.167 famílies. La densitat de població era de 389,7 habitants/km².
Dels 1.717 habitatges en un 33% hi vivien nens de menys de 18 anys, en un 58% hi vivien parelles casades, en un 7,3% dones solteres, i en un 32% no eren unitats familiars. En el 29,8% dels habitatges hi vivien persones soles el 15,1% de les quals corresponia a persones de 65 anys o més que vivien soles. El nombre mitjà de persones vivint en cada habitatge era de 2,44 i el nombre mitjà de persones que vivien en cada família era de 3,05.
Per edats la població es repartia de la següent manera: un 26,4% tenia menys de 18 anys, un 7,1% entre 18 i 24, un 26,3% entre 25 i 44, un 20,1% de 45 a 60 i un 20% 65 anys o més.
L'edat mediana era de 38 anys. Per cada 100 dones de 18 o més anys hi havia 83,9 homes.
La renda mediana per habitatge era de 43.155 $ i la renda mediana per família de 52.050 $. Els homes tenien una renda mediana de 37.243 $ mentre que les dones 25.990 $. La renda per capita de la població era de 21.971 $. Aproximadament l'1,8% de les famílies i el 4,4% de la població estaven per davall del llindar de pobresa.

## Poblacions properes
El següent diagrama mostra les poblacions més properes.